# Anfall
Ett anfall är en offensiv militär operation som genomförs i syfte att ta terräng eller att besegra en fientlig styrka eller bådadera. Fokus ligger på att genom slagkraft, snabbhet och överraskning ta initiativet i striden för att nå en avgörande seger, och att söka upp motståndaren. Motsatsen till anfall är försvar, som går ut på att invänta och avvärja ett anfall.

## Typer av anfall

### Markanfall
Ett markanfall genomförs huvudsakligen av markstridskrafter som infanteri, kavalleri, pansartrupper etc. De kan ha understöd av flygstridskrafter, sjöstridskrafter och/eller artilleri för att uppnå högre eldkraft. Den här typen av anfall genomförs huvudsakligen för att ta terräng eftersom markstridskrafter är ensamma om att kunna behålla tagen terräng genom att försvara den mot motanfall.

### Flyganfall
Ett flyganfall genomförs oftast uteslutande av flygstridskrafter även om det har förekommit att flyganfall har haft understöd av sjöstridskrafter och artilleri för att bekämpa fientligt luftvärn. I normalfallet genomförs ett flyganfall mot mål på marken av bombflygplan eller attackflygplan med understöd av jaktflygplan.

### Sjöanfall
I sjöstrid har vapnens begränsade räckvidd under lång tid gjort det mycket svårt att genomföra ett anfall med överraskning. Därför har sjöstrider mellan sjöstridskrafter ofta tagit formen av dueller där ingendera sidan har någon nämnvärd fördel av att vara angripare. Undantaget är när krigsfartyg anfaller mål på land eller mål till sjöss som inte kan försvara sig effektivt som till exempel konvojer.

### Amfibieanfall
Ett specialfall är när markstridskrafter anfaller från sjön. Ett sådant anfall är komplicerat eftersom det kräver omfattande samordning mellan markstridskrafter och sjöstridskrafter. Lyckas man uppnå överraskning kan en lyckad amfibieoperation vara krigsavgörande.

### Motanfall
Ett motanfall är ett anfall som sätts in under eller direkt efter ett fientligt anfall för att återta förlorad terräng. Man försöker utnyttja att fienden har konsumerat det mesta av sin ammunition och drivmedel under själva anfallet och därför har begränsade möjligheter att möta ett motanfall.

### Strategiskt anfall
Vid ett strategiskt anfall är syftet oftast inte att besegra fienden militärt, utan att beröva denne de resurser som krävs för fortsatt krigföring. Oftast riktas strategiska anfall mot försörjning och krigsindustri.

### Skenanfall
Ett skenanfall är ett anfall som är avsett att avbrytas innan det orsakar någon egentlig skada. Avsikten är istället att framkalla någon typ av reaktion från fienden, t.ex. förflyttning av styrkor från den punkt där det egentliga anfallet kommer, eller ett motanfall som kan ledas in i ett bakhåll. Utförs även i fredstid för att markera mot eller driva bort flygplan och fartyg som anses inkräkta på någons territorium. 